# Röda gardet (Finland)

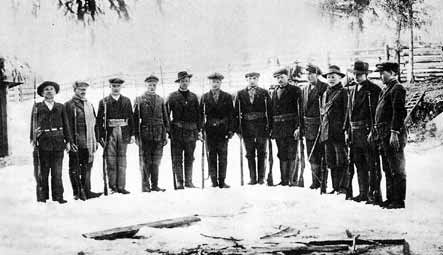
Beväpnade rödgardister från Buckila, 1918 under finska inbördeskriget.

Röda gardet var de röda i Finlands socialistiska kamporganisation under början av 1900-talet. Under finska inbördeskriget kämpade de röda gardena mot de vita skyddskårerna. 
Under kriget var Kullervo Manner det röda gardets överbefälhavare. Andra framträdande rödgardister var Kustaa Salminen och Ali Aaltonen.